# セルソ・アジャラ
セルソ・ラファエル・アジャラ・ガビラン（Celso Rafael Ayala Gavilán, 1970年8月20日 - ）は、パラグアイ・アスンシオン出身の元サッカー選手、サッカー指導者。元パラグアイ代表である。ポジションはディフェンダー。
1990年代のパラグアイ代表をフランシスコ・アルセやカルロス・ガマーラらとともに支えたセンターバックである。

## 経歴
1993年にパラグアイ代表デビュー。1998 FIFAワールドカップでは全4試合に出場、グループステージ・ナイジェリア戦では得点も決めた。2002 FIFAワールドカップでも全4試合に出場、2大会連続のベスト16となった。2003年までに85試合に出場、6得点をあげた。
クラブでは、主にリーベル・プレートで活躍、1996年にはコパ・リベルタドーレスや1997年のスーペルコパ・スダメリカーナも制した。

## 個人成績
出典
| クラブ                   | シーズン     | リーグ戦       | リーグ戦 | リーグ戦 | 国内カップ戦 | 国内カップ戦 | UEFA大会 | UEFA大会 | その他 | その他 | 合計 | 合計 |
| クラブ                   | シーズン     | ディヴィジョン | 出場     | 得点     | 出場         | 得点         | 出場     | 得点     | 出場   | 得点   | 出場 | 得点 |
| ------------------------ | ------------ | -------------- | -------- | -------- | ------------ | ------------ | -------- | -------- | ------ | ------ | ---- | ---- |
| ベティス                 | 1998-99      | ラ・リーガ     | 17       | 1        | 1            | 0            | -        | -        | 0      | 0      | 18   | 1    |
| アトレティコ・マドリード | 1999-00      | ラ・リーガ     | 9        | 1        | 4            | 0            | 2        | 0        | 0      | 0      | 15   | 1    |
| スペイン通算             | スペイン通算 | スペイン通算   | 26       | 2        | 5            | 0            | 2        | 0        | 0      | 0      | 33   | 2    |

## 代表歴

### 出場大会
- パラグアイ代表
  - 1998 FIFAワールドカップ
  - 2002 FIFAワールドカップ

### 試合数
- 国際Aマッチ 85試合 6得点（1993年-2003年）[1]

| パラグアイ代表 | 国際Aマッチ | 国際Aマッチ |
| 年             | 出場        | 得点        |
| -------------- | ----------- | ----------- |
| 1993           | 13          | 0           |
| 1994           | 0           | 0           |
| 1995           | 8           | 0           |
| 1996           | 7           | 1           |
| 1997           | 10          | 0           |
| 1998           | 10          | 3           |
| 1999           | 7           | 1           |
| 2000           | 11          | 1           |
| 2001           | 6           | 0           |
| 2002           | 10          | 0           |
| 2003           | 3           | 0           |
| 通算           | 85          | 6           |

## タイトル
オリンピア・アスンシオン
- スーペルコパ・スダメリカーナ : 1990
- コパ・リベルタドーレス : 1990
- レコパ・スダメリカーナ : 1991

CAロサリオ・セントラル
- コパ・スダメリカーナ : 1995

CAリーベル・プレート
- コパ・リベルタドーレス : 1996
- プリメーラ・ディビシオン : 1996-97A, 1996-97C, 1997-98A, 1999-2000C, 2001-02C, 2002-03C, 2003-04C
- スーペルコパ・スダメリカーナ 1997

レアル・ベティス
- ラモン・デ・カランサ杯 : 1999

サンパウロFC
- サンパウロ州選手権 : 2000

CSDコロコロ
- プリメーラ・ディビシオン : 2006A

個人
- 南米年間ベストイレブン 1996, 1997